# Ectropothecium isocladum
Ectropothecium isocladum är en bladmossart som beskrevs av Hugh Neville Dixon 1933. Ectropothecium isocladum ingår i släktet Ectropothecium och familjen Hypnaceae. Inga underarter finns listade i Catalogue of Life.